# Le Crocodile (nouvelle)
Pour les articles homonymes, voir Crocodile (homonymie).
Le Crocodile (en russe : Крокодил, Krokodil) est une nouvelle fantastique humoristique de l'écrivain russe Fiodor Dostoïevski publiée pour la première fois dans le magazine  L'Époque en 1865. L'œuvre a pour sous-titre Un événement extraordinaire ou ce qui s'est passé dans le Passage.
L'auteur présente ce texte satirique comme un « récit véridique, sur la façon dont un monsieur, d'âge et d'aspect certain, fut avalé vivant par le crocodile du Passage, tout entier, de la tête jusqu'aux pieds, et ce qui s'ensuivit. »

## Personnages
- Le narrateur : Sémione Sémionytch, fonctionnaire.
- Ivan Matvéitch : ami, collègue et lointain parent du narrateur, se fait manger par le crocodile.
- Elena Ivanovna : épouse d'Ivan Matvéitch, charmante jeune femme coquette et volage.
- L'Allemand : propriétaire du crocodile, se caractérise par sa cupidité et son très fort accent germanique.
- La mère de l'Allemand : souvent appelée Mutter par dérision.
- Timofëi Sémionytch : Fonctionnaire, connaissance du narrateur
- Le crocodile : appelé Karl, Karlchen ou Mein Sohn par son propriétaire.

## Épigraphe
« Ohé, Lambert ! Où est Lambert ? As-tu vu Lambert ? »

## Résumé

### Chapitre I
Le 13 janvier 1865 à midi et demi, le narrateur accompagne un couple d'amis : un Allemand expose un énorme crocodile vivant, une véritable « nouveauté en Russie » - dans une boutique de la galerie marchande « Le Passage » contre un modeste droit d'entrée (25 kopecks). Ivan Matvéitch, jovial, qui s'apprête à voyager en Europe y voit l'occasion « de faire connaissance encore sur place avec les aborigènes qui la peuplent » ! En mal de sensations, le narrateur, son ami Ivan Matvéïtch et sa charmante épouse Éléna Ivanova visitent donc l’exposition, qui, outre le gigantesque reptile, présente également des cacatoès et des sapajous. Élena Ivanovna est d'abord déçue par le crocodile, qu'elle imaginait « je ne sais pas, différent ! ».
Au contraire, Ivan Matvéitch est fasciné par le monstre et comprend la fierté du marchand : « Il a conscience d'être le seul en Russie à exhiber un crocodile en ce moment ». Une remarque que le narrateur trouve particulièrement stupide, qui se laisse guider par Élena Ivanovna vers l'armoire aux singes. Pendant ce temps et malgré les avertissements du narrateur, Ivan Matvéitch agace le crocodile, qui finit par l'avaler en entier.
Prise de panique, Élena Ivanovna demande qu'on « l'ouvre ». Le narrateur et un inconnu se méprennent sur les intentions de la jeune femme et croient d'abord qu'elle veut éventrer l'Allemand par vengeance. L'inconnu lui reproche son désir rétrograde... Mais on s'aperçoit que le malheureux avalé par le crocodile est contre toute logique toujours vivant, et bien vivant. Son épouse veut alors crocheter le crocodile, mais Ivan Matvéitch lui-même la détourne de cette idée au nom même du « principe économique » : « Il est difficile en notre siècle de crise du commerce, d'ouvrir gratuitement le ventre d'un crocodile. » Et d'expliquer doctement qu'il faudra trouver une compensation économique pour l'Allemand, et de s'interroger : qui va payer ?

### Chapitre II
Le narrateur se fait recevoir par Timoféï Semionytch, une de ses connaissances, fonctionnaire également, pour tenter d'aider son ami. Timoféï Semionytch présente toutes sortes d'arguties ridicules pour justifier sa totale absence de réaction. Lui aussi se réfère au « principe économique ». Attenter au crocodile serait un mauvais signal et gênerait l'investissement des capitaux étrangers en Russie. « À mon avis, Ivan Matvéitch, comme un vrai fils de la patrie, doit encore être heureux et fier d'avoir, de lui-même, doublé la valeur du crocodile étranger, et, peut-être même de l'avoir triplée. C'est nécessaire, n'est-ce pas,  pour l'attraction. Ça réussit pour le premier, et hop, un deuxième arrive avec un crocodile, et un troisième en amène deux autres, et, autour d'eux les capitaux se regroupent. Et voilà la bourgeoisie. Il faut favoriser, n'est-ce pas. »

### Chapitre III
Ivan Matvéitch, toujours prisonnier dans le ventre du crocodile, semble s'accommoder de sa situation, finalement assez confortable. Ivan Matvéitch réussit même à communiquer avec l’extérieur. L’Allemand craint pour la vie de son animal, mais bénéficie rapidement de la situation et en profite pour augmenter le droit d'entrée. Éléna Ivanovna, devenue soudainement veuve sans vraiment l’être, profite de sa liberté toute neuve et reçoit chez elle un bon ami… Son mari n'en a cure, car il devient célèbre et rêve de gloire. Les journaux s’emparent de l’affaire et chacun rapporte l’histoire à sa façon...

### Chapitre IV
Seul le narrateur, unique personnage rationnel de l'histoire, souffre de la fâcheuse situation de son ami, car il doit lui servir de secrétaire et lui rendre une visite quotidienne dans la soirée, ce qui s'avère très vite fastidieux.

## Réception
Cette nouvelle a été publiée en février 1865. Elle contient une forte charge politique et s'inscrit dans la longue polémique de Dostoïevski avec la critique libérale. Selon Bernard Kreise, Dostoïevski y fait une critique anti-occidentaliste et exprime sa détestation des Allemands et des étrangers, ainsi que du capitalisme.
Dostoïevski s'est également beaucoup inspiré du style à la fois fantastique et humoristique de Nicolas Gogol. On retrouve en effet des éléments de la nouvelle Le Nez de Gogol : un événement absurde se déroule au milieu de la société pétersbourgeoise et tous les personnages se réorganisent en fonction de cet événement, chacun retrouvant rapidement sa place dans ce système, aussi absurde que soit son origine.
Parodiant le style journalistique de l'époque, le récit n’a cependant pas reçu un accueil très favorable.
En 2017, une version adaptée de la pièce fut jouée en Turquie par un groupe composé notamment de professeurs ayant été destitué lors des purges consécutives la tentative de coup d'État de 2016. Celle-ci visait à dénoncer implicitement la bureaucratie autoritaire ainsi que ce qu'ils percevaient comme une épidémie paranoïa injustifiée.

## Éditions françaises
- Fédor Dostoïevski (trad. André Markowicz), Le Crocodile : Un événement extraordinaire ou ce qui s'est passé dans le Passage, Arles/Montréal, Actes Sud, coll. « Babel », 2000, 72 p. (ISBN 2-7427-2767-1)
- Fiodor Dostoïevski (trad. du russe par André Markowicz, préf. André Markowicz), Œuvres romanesques : 1859-1864, Arles, Actes Sud, coll. « Thesaurus », 2015, 1472 p. (ISBN 978-2-330-05445-8), « Le Crocodile »
- Fiodor Dostoïevski, Notes d'un souterrain (trad. du russe par Bernard Kreise), Le crocodile : Un événement extraordinaire, ou le Passage dans le Passage, Paris, Les Belles Lettres, 2023,  (ISBN 978-2-251-45506-8)